# Ward McLanahan
Craig Ward McLanahan (Hollidaysburg, 15 gennaio 1883 – Hollidaysburg, 11 dicembre 1974) è stato un astista e ostacolista statunitense.
McLanahan partecipò alle gare dei 110 metri ostacoli e di salto con l'asta ai Giochi olimpici di Saint Louis 1904. Nei 110 metri ostacoli fu eliminato al primo turno mentre nel salto con l'asta giunse quarto.